# Freestyle ai XXI Giochi olimpici invernali - Salti maschile
La competizione di salti maschile di freestyle ai XXI Giochi olimpici invernali si è svolta il 22 e il 25 febbraio alla Cypress Bowl Ski Area presso Vancouver, in Canada.

## Risultati

### Qualificazioni
| Pos. | Pett | Atleta              | Nazione     | 1° salto | Pos. | 2° salto | Pos. | Totale | Note |
| ---- | ---- | ------------------- | ----------- | -------- | ---- | -------- | ---- | ------ | ---- |
| 1    | 3    | Jia Zongyang        | Cina        | 120.80   | 7    | 121.72   | 3    | 242.52 | Q    |
| 2    | 28   | Ryan St. Onge       | Stati Uniti | 122.57   | 6    | 118.10   | 6    | 240.67 | Q    |
| 3    | 18   | Thomas Lambert      | Svizzera    | 114.58   | 11   | 123.75   | 1    | 238.33 | Q    |
| 4    | 17   | Dzmitryj Daščynski  | Bielorussia | 115.93   | 10   | 122.40   | 2    | 238.33 | Q    |
| 5    | 13   | Jeret Peterson      | Stati Uniti | 119.47   | 8    | 117.87   | 7    | 237.34 | Q    |
| 6    | 8    | Warren Shouldice    | Canada      | 122.79   | 5    | 113.14   | 10   | 235.93 | Q    |
| 7    | 10   | Aljaksej Hryšyn     | Bielorussia | 123.01   | 4    | 111.26   | 12   | 234.27 | Q    |
| 8    | 9    | Steve Omischl       | Canada      | 116.15   | 9    | 117.73   | 8    | 233.88 | Q    |
| 9    | 11   | Kyle Nissen         | Canada      | 123.75   | 3    | 109.96   | 14   | 233.71 | Q    |
| 10   | 2    | Qi Guangpu          | Cina        | 108.60   | 14   | 121.68   | 4    | 230.28 | Q    |
| 11   | 6    | Liu Zhongqing       | Cina        | 124.78   | 2    | 104.89   | 17   | 229.67 | Q    |
| 12   | 5    | Timofei Slivets     | Bielorussia | 110.63   | 13   | 111.28   | 11   | 221.91 | Q    |
| 13   | 15   | David Morris        | Australia   | 105.09   | 16   | 115.93   | 9    | 221.02 |      |
| 14   | 22   | Andreas Isoz        | Svizzera    | 103.76   | 17   | 110.42   | 13   | 214.18 |      |
| 15   | 1    | Anton Kušnir        | Bielorussia | 125.89   | 1    | 88.01    | 21   | 213.90 |      |
| 16   | 19   | Christian Haechler  | Svizzera    | 106.64   | 15   | 100.61   | 20   | 207.25 |      |
| 17   | 32   | Matt DePeters       | Stati Uniti | 101.84   | 18   | 100.64   | 19   | 202.48 |      |
| 18   | 4    | Renato Ulrich       | Svizzera    | 81.86    | 23   | 118.55   | 5    | 200.41 |      |
| 19   | 20   | Stanislav Kravchuk  | Ucraina     | 90.93    | 19   | 106.46   | 15   | 197.39 |      |
| 20   | 24   | Dmitry Marushchak   | Russia      | 88.50    | 20   | 106.46   | 15   | 194.96 |      |
| 21   | 23   | Han Xiaopeng        | Cina        | 111.95   | 12   | 80.57    | 24   | 192.52 |      |
| 22   | 29   | Enver Ablaev        | Ucraina     | 88.08    | 21   | 101.33   | 12   | 189.41 |      |
| 23   | 31   | Scotty Bahrke       | Stati Uniti | 82.52    | 22   | 86.20    | 22   | 168.72 |      |
| 24   | 30   | Oleksandr Abramenko | Ucraina     | 80.53    | 24   | 82.03    | 23   | 162.56 |      |
|      | 27   | Yury Shapkin        | Stati Uniti |          |      |          |      | DNS    |      |

### Finale
| Pos. | Pett. | Atleta             | Nazione     | 1° salto | Pos. | 2° salto | Pos. | Totale |
| ---- | ----- | ------------------ | ----------- | -------- | ---- | -------- | ---- | ------ |
|      | 10    | Aljaksej Hryšyn    | Bielorussia | 120.58   | 2    | 127.83   | 4    | 248.41 |
|      | 13    | Jeret Peterson     | Stati Uniti | 118.59   | 5    | 128.62   | 3    | 247.21 |
|      | 6     | Liu Zhongqing      | Cina        | 119.91   | 3    | 122.62   | 6    | 242.53 |
| 4    | 28    | Ryan St. Onge      | Stati Uniti | 115.27   | 8    | 124.66   | 5    | 239.93 |
| 5    | 11    | Kyle Nissen        | Canada      | 126.92   | 1    | 112.39   | 11   | 239.31 |
| 6    | 3     | Jia Zongyang       | Cina        | 119.47   | 4    | 118.10   | 9    | 237.57 |
| 7    | 2     | Qi Guangpu         | Cina        | 115.38   | 7    | 119.47   | 8    | 234.85 |
| 8    | 9     | Steve Omischl      | Canada      | 112.39   | 9    | 121.27   | 7    | 233.66 |
| 9    | 5     | Timofei Slivets    | Bielorussia | 115.84   | 6    | 109.74   | 12   | 225.58 |
| 10   | 8     | Warren Shouldice   | Canada      | 94.03    | 10   | 129.27   | 1    | 223.30 |
| 11   | 17    | Dzmitryj Daščynski | Bielorussia | 86.95    | 12   | 128.73   | 2    | 215.68 |
| 12   | 18    | Thomas Lambert     | Svizzera    | 93.66    | 11   | 117.24   | 10   | 210.90 |